# Microsoft Entourage
Microsoft Entourage – odpowiednik programu Microsoft Outlook. Entourage jest przeznaczony dla platformy Mac. Program pozwala na zarządzanie kontaktami, pocztą e-mail i planowanie czasu.
Microsoft Entourage jest częścią pakietu Microsoft Office for Mac. Po raz pierwszy pojawił się w Microsoft Office 2001.
Ostatnią wersją jest wersja 2008. W tej edycji do Entourage została dodana nowa, mała aplikacja My Day, wyświetlająca na biurku Mac OS informacje o nadchodzących zdarzeniach z terminarza.
Od wersji Microsoft Office for Mac 2011 program został zastąpiony programem Microsoft Outlook.